# Fontaine des Néréides
La Fontaine des Néréides ou Fuente de las Nereidas à Buenos Aires est une œuvre de la sculptrice argentine Lola Mora, représentant la naissance de Vénus. Elle est sculptée en marbre de Carrare (Italie) et fut inaugurée le 21 mai 1903. 
C'est une très grande sculpture où l'on peut voir Vénus sortant d'une grande valve marine supportée par son père Jupiter, et entourée de Néréides totalement dénudées axées vers la scène centrale.
Elle était destinée à la Plaza de Mayo, mais le deshabillé des statues causa un grand émoi et une intense polémique, à la suite de quoi on la logea sur l' Avenida Leandro N. Alem, où elle resta pendant quinze ans. On la transféra alors sur la Costanera Sur à la limite du quartier de Puerto Madero et de la réserve écologique de Buenos Aires. Sa localisation actuelle est Avenida Tristán Achával Rodríguez 1550. 
Par décret présidentiel, la statue a été déclarée Monument Historique National en 1997.

## Galerie

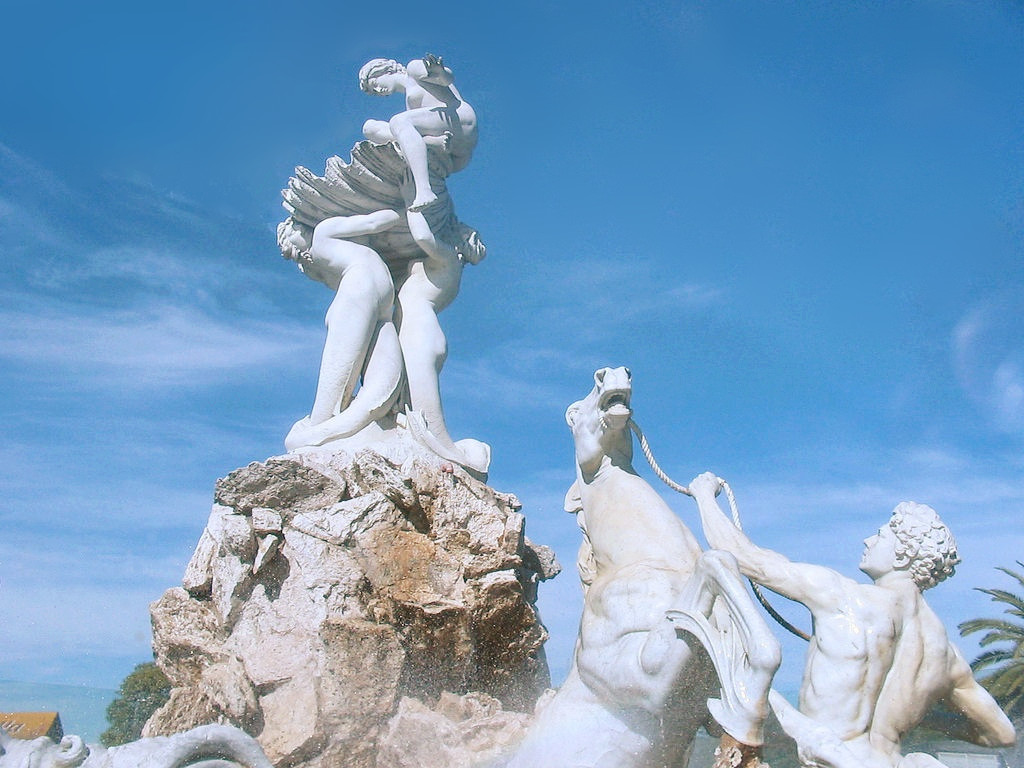
La Fontaine des Néréides.
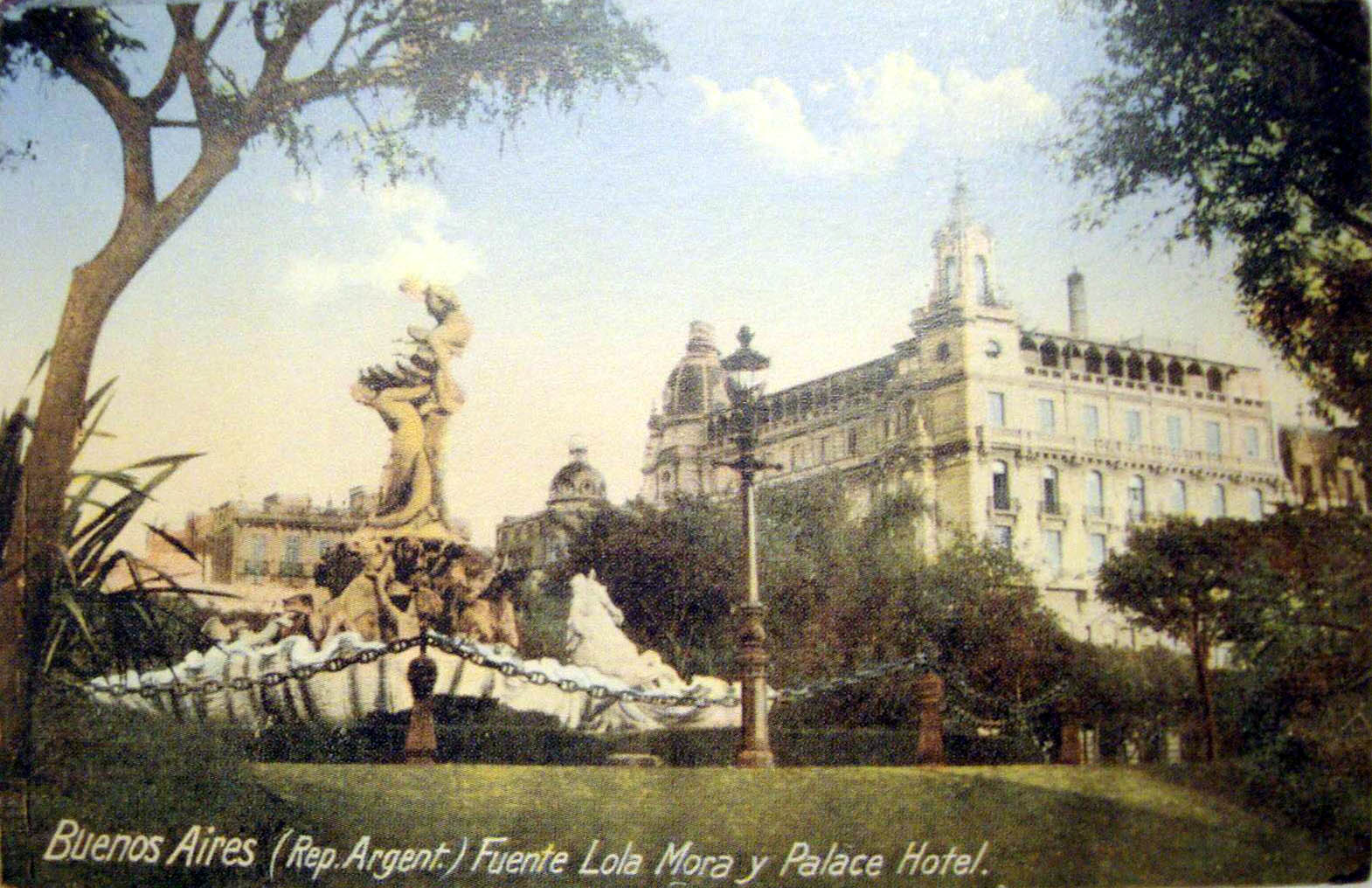
La fontaine en son lieu d'origine.
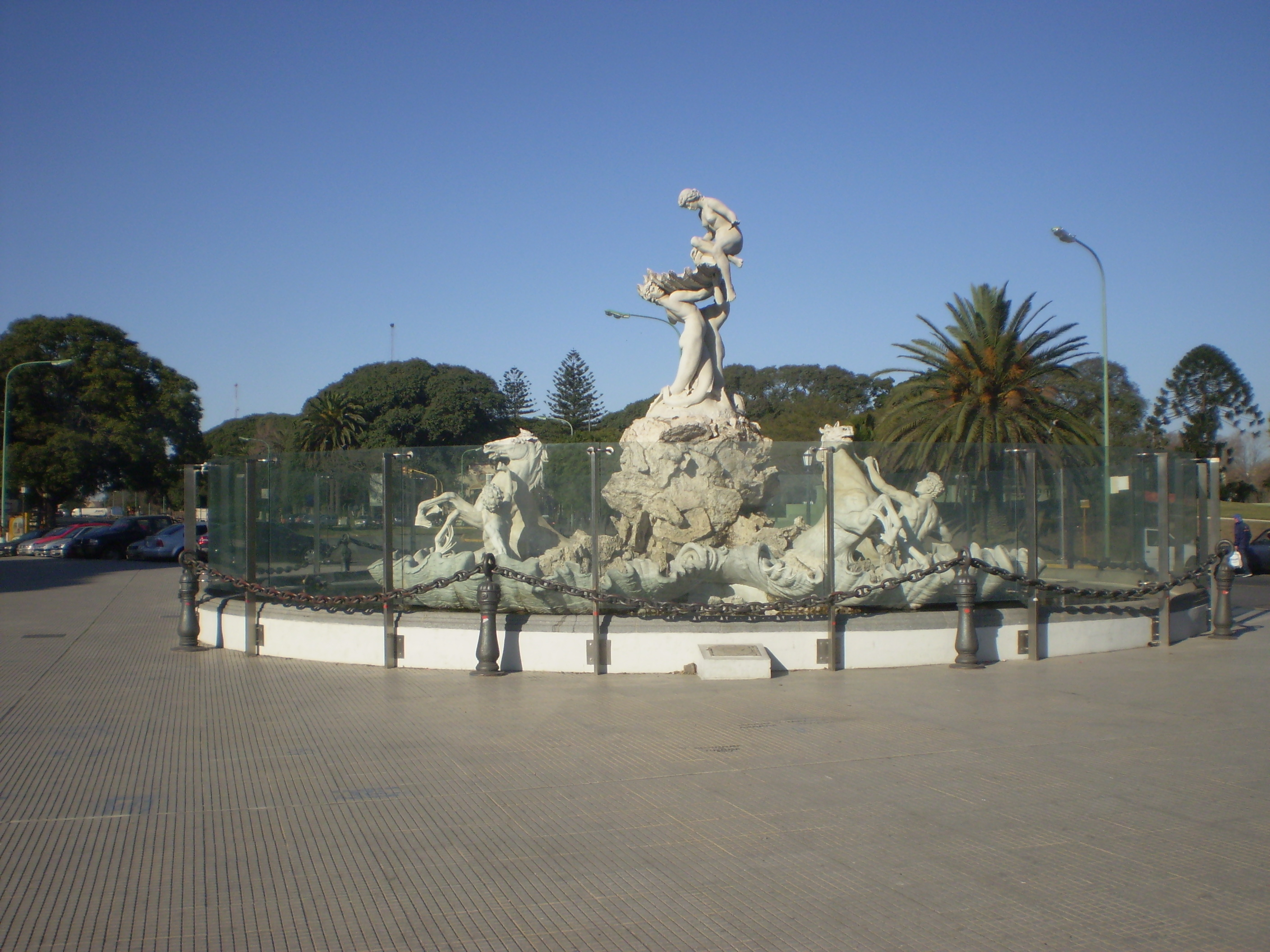
La fontaine face à la Réserve écologique de Buenos Aires.